# Reichstagswahlkreis Regierungsbezirk Kassel 6

Die Wahlkreisaufteilung des Deutschen Reichs.

Der Reichstagswahlkreis Regierungsbezirk Kassel 6 (in der reichsweiten Durchnummerierung auch Reichstagswahlkreis 198; nach den Kreisstädten der beiden größeren Landkreise, die den Wahlkreis bildeten auch Reichstagswahlkreis Hersfeld-Rotenburg genannt) war der sechste Reichstagswahlkreis im Regierungsbezirk Kassel der preußischen Provinz Hessen-Nassau für die Reichstagswahlen im Deutschen Reich und im Norddeutschen Bund von 1867 bis 1918.

## Wahlkreiszuschnitt
Er umfasste die ehemaligen kurhessischen Kreise Hersfeld, Hünfeld und Rotenburg (Fulda).
| Jahr | Einwohner |
| ---- | --------- |
| 1890 | 84.799    |
| 1895 | 85.209    |
| 1900 | 85.385    |
| 1905 | 90.588    |
| 1910 | 94.136    |

|      | Landwirtschaft | Industrie und Gewerbe | Handel und Dienstleistungen |
| ---- | -------------- | --------------------- | --------------------------- |
| 1895 | 65,2           | 22,9                  | 12,0                        |
| 1907 | 57,8           | 28,0                  | 14,2                        |

|      | Evangelisch | Katholisch |
| ---- | ----------- | ---------- |
| 1890 | 78,0        | 18,7       |
| 1905 | 78,8        | 18,4       |
| 1910 | 79,5        | 18,0       |

## Abgeordnete
| Wahl                                 | Abgeordneter          | Partei                     | Bild |
| ------------------------------------ | --------------------- | -------------------------- | ---- |
| Reichstagswahl Februar 1867 bis 1874 | August Braun          | Nationalliberale Partei    | 0    |
| Reichstagswahl 1874 bis 1878         | Wilhelm Gleim         | Nationalliberale Partei    | 0    |
| Reichstagswahl 1878 bis 1881         | Georg Hermann Braun   | Deutsche Reichspartei      |      |
| Reichstagswahl 1881 bis 1884         | Franz Perrot          | Deutschkonservative Partei |      |
| Reichstagswahl 1884 bis 1890         | Ferdinand Seyfarth    | Deutschkonservative Partei | 0    |
| Reichstagswahl 1890 bis 1893         | Werner von Schleinitz | Deutschkonservative Partei | 0    |
| Reichstagswahl 1893 bis 1918         | Ludwig Werner         | Deutsche Reformpartei      |      |

## Wahlen

### 1867 (Februar)
Es fand nur ein Wahlgang statt. Die Zahl der gültigen Stimmen betrug 9810.
| Kandidat     | Partei | Stimmen | in % | Anmerkungen |
| ------------ | ------ | ------- | ---- | ----------- |
| August Braun | NL     | 8338    | 0    | 0           |

### 1867 (August)
Es fand nur ein Wahlgang statt. Die Zahl der abgegebenen Stimmen betrug 6500.
| Kandidat     | Partei | Stimmen | in % | Anmerkungen |
| ------------ | ------ | ------- | ---- | ----------- |
| August Braun | NL     | 3463    | 0    | 0           |

### 1871
Es fand nur ein Wahlgang statt. Die Zahl der Wahlberechtigten betrug 16.800. Die Zahl der abgegebenen Stimmen betrug 6402, 5 Stimmen waren ungültig. Die Wahlbeteiligung belief sich auf 38,1 %.
| Kandidat            | Partei   | Stimmen | in % | Anmerkungen |
| ------------------- | -------- | ------- | ---- | ----------- |
| August Braun        | NLP      | 4451    | 0    | 0           |
| von Schorlemer-Alst | Zentrum  | 1793    | 0    |             |
|                     | DRP      | 73      | 0    |             |
|                     | Zentrum  | 68      | 0    |             |
| 0                   | Sonstige | 17      | 0    | 0           |

### 1874
Es fand nur ein Wahlgang statt. Die Zahl der Wahlberechtigten betrug 14.575. Die Zahl der abgegebenen Stimmen betrug 10.564, 29 Stimmen waren ungültig. Die Wahlbeteiligung belief sich auf 72,7 %.
| Kandidat                    | Partei   | Stimmen | in % | Anmerkungen |
| --------------------------- | -------- | ------- | ---- | ----------- |
| Wilhelm Gleim               | NLP      | 6845    | 0    | 0           |
| Obervorsteher von Milchling | DRP      | 3718    | 0    |             |
| 0                           | Sonstige | 1       | 0    | 0           |

### 1877
Es fand nur ein Wahlgang statt. Die Zahl der Wahlberechtigten betrug 14.967. Die Zahl der abgegebenen Stimmen betrug 10.144, 20 Stimmen waren ungültig. Die Wahlbeteiligung belief sich auf 67,9 %.
| Kandidat               | Partei   | Stimmen | in % | Anmerkungen |
| ---------------------- | -------- | ------- | ---- | ----------- |
| Wilhelm Gleim          | NLP      | 5464    | 0    | 0           |
| Oberamtsrichter Rübsam | Zentrum  | 2801    | 0    |             |
| Franz Perrot           | Kons     | 1414    | 0    |             |
|                        | F        | 462     | 0    | 0           |
| 0                      | Sonstige | 3       | 0    | 0           |

### 1878
Es fanden zwei Wahlgänge statt. Die Zahl der Wahlberechtigten betrug 15.760. Die Zahl der abgegebenen Stimmen betrug im ersten Wahlgang 10.279, 18 Stimmen waren ungültig. Die Wahlbeteiligung belief sich auf 65,3 %.
| Kandidat               | Partei   | Stimmen | in % | Anmerkungen        |
| ---------------------- | -------- | ------- | ---- | ------------------ |
| Hermann Braun          | DRP      | 4476    | 0    | Rittergutsbesitzer |
| Wilhelm Gleim          | NLP      | 2933    | 0    | 0                  |
| Oberamtsrichter Rübsam | Zentrum  | 2658    | 0    |                    |
|                        | F        | 194     | 0    |                    |
| 0                      | Sonstige | 18      | 0    | 0                  |

Die Zahl der abgegebenen Stimmen betrug in der Stichwahl 10.256, 11 Stimmen waren ungültig. Die Wahlbeteiligung belief sich auf 65,1 %.
| Kandidat      | Partei | Stimmen | in % | Anmerkungen        |
| ------------- | ------ | ------- | ---- | ------------------ |
| Hermann Braun | DRP    | 7356    | 0    | Rittergutsbesitzer |
| Wilhelm Gleim | NLP    | 2900    | 0    | 0                  |

### 1881
Es fand nur ein Wahlgang statt. Die Zahl der Wahlberechtigten betrug 15.266. Die Zahl der abgegebenen Stimmen betrug 8560, 11 Stimmen waren Ungültig. Die Wahlbeteiligung belief sich auf 65,1 %.
| Kandidat               | Partei   | Stimmen | in % | Anmerkungen  |
| ---------------------- | -------- | ------- | ---- | ------------ |
| Franz Perrot           | Kons     | 5939    | 0    |              |
| Souchay                | NLP      | 1379    | 0    | Gutsbesitzer |
| Oberlehrer Dr. Erdmann | F        | 956     | 0    |              |
| Eduard von Broich      | Kons     | 70      | 0    | Landrat      |
| 0                      | Sonstige | 16      | 0    | 0            |

### 1884
Es fanden zwei Wahlgänge statt. Die Zahl der Wahlberechtigten betrug 15.041. Die Zahl der abgegebenen Stimmen betrug im ersten Wahlgang 7498, 6 Stimmen waren ungültig. Die Wahlbeteiligung belief sich auf 49,9 %.
| Kandidat           | Partei   | Stimmen | in % | Anmerkungen |
| ------------------ | -------- | ------- | ---- | ----------- |
| Ferdinand Seyfarth | Kons     | 3598    | 0    | 0           |
|                    | NLP      | 1500    | 0    | 0           |
|                    | Zentrum  | 2377    | 0    |             |
| 0                  | Sonstige | 23      | 0    | 0           |

Die Zahl der abgegebenen Stimmen betrug in der Stichwahl 9264, 14 Stimmen waren ungültig. Die Wahlbeteiligung belief sich auf 61,7 %.
| Kandidat           | Partei  | Stimmen | in % | Anmerkungen |
| ------------------ | ------- | ------- | ---- | ----------- |
| Ferdinand Seyfarth | Kons    | 6384    | 0    | 0           |
|                    | Zentrum | 2880    | 0    |             |

### 1887
Die Kartellparteien hatten sich auf Ferdinand Seyfarth als gemeinsamen Kandidaten geeinigt, die NLP verzichtete entsprechend auf einen eigenen Kandidaten.
Es fand nur ein Wahlgang statt. Die Zahl der Wahlberechtigten betrug 15.471. Die Zahl der abgegebenen Stimmen betrug 10.984, 26 Stimmen waren Ungültig. Die Wahlbeteiligung belief sich auf 71,2 %.
| Kandidat           | Partei       | Stimmen | in % | Anmerkungen |
| ------------------ | ------------ | ------- | ---- | ----------- |
| Ferdinand Seyfarth | Kons         | 7994    | 0    |             |
|                    | Zentrum      | 2851    | 0    | 0           |
|                    | F            | 26      | 0    |             |
|                    | Unabhängiger | 70      | 0    |             |
| 0                  | Sonstige     | 43      | 0    | 0           |

### 1890
Die Kartellparteien waren auch bei der Reichstagswahl 1890 einig, einen gemeinsamen Kandidaten zu unterstützen. Allerdings stieß die erneute Kandidatur von Ferdinand Seyfarth auf Widerstand aus den Vertretern des Kreises Hersfeld, die Seyfarth vorwarfen, in der Frage der Verlegung der der Garnison aus Hersfeld nicht die Interessen des Kreises verfolgt zu haben. Eine gemeinsame Wahlkreisversammlung aus NLP und Konservativen nominierte statt Seyfarth den Landrat von Schleinitz als Kandidaten. Damit waren die Konservativen im Kreis Rothenburg nicht einverstanden; diese nominierten Seyfarth als Gegenkandidaten. Das Wahlkomitee der NLP entschied sich für die Unterstützung von Schleinitz.
Es fanden zwei Wahlgänge statt. Die Zahl der Wahlberechtigten betrug 15.670. Die Zahl der abgegebenen Stimmen betrug im ersten Wahlgang 9564, 21 Stimmen waren ungültig. Die Wahlbeteiligung belief sich auf 61,0 %.
| Kandidat              | Partei   | Stimmen | in %   | Anmerkungen                         |
| --------------------- | -------- | ------- | ------ | ----------------------------------- |
| Werner von Schleinitz | Kons     | 4387    | 45,9 % | 0                                   |
| Ferdinand Seyfarth    | Kons     | 2164    | 22,7 % | 0                                   |
| Jean Schmidt          | SPD      | 34      | 0,4 %  | Lithograph                          |
| Friedrich Brühne      | SPD      | 30      | 0,3 %  | 0                                   |
| Wilhelm Arenhold      | Zentrum  | 2844    | 29,8   | Professor, Domdechant, Generalvikar |
| 0                     | Sonstige | 84      | 0,9    | 0                                   |

In der Stichwahl unterstützten auch die Rothenburger Konservativen von Schleinitz.
Die Zahl der abgegebenen Stimmen betrug in der Stichwahl 11.620, 0 Stimmen waren ungültig. Die Wahlbeteiligung belief sich auf 74,2 %.
| Kandidat              | Partei  | Stimmen | in %   | Anmerkungen                         |
| --------------------- | ------- | ------- | ------ | ----------------------------------- |
| Werner von Schleinitz | Kons    | 8556    | 73,6 % | 0                                   |
| Wilhelm Arenhold      | Zentrum | 3064    | 26,4   | Professor, Domdechant, Generalvikar |

### 1893
Der Zwist zwischen den Konservativen im Kreis Hersfeld und im Kreis Rothenburg setzte sich bei der Reichstagswahl fort. Die Rothenburger Konservativen sprachen sich für den nationalliberalen Domänenpächter Otto aus. Dieser erhielt zusätzlich die Unterstützung von NLP und BdL. Im Interesse eines gemeinsamen Vorgehens der Konservativen erklärte von Seyfarth seine Bereitschaft, auf die Kandidatur zu verzichten, wurde aber dennoch von den Konservativen in Hersfeld benannt.
Es fanden zwei Wahlgänge statt. Die Zahl der Wahlberechtigten betrug 15.718. Die Zahl der abgegebenen Stimmen betrug im ersten Wahlgang 11.645, 24 Stimmen waren ungültig. Die Wahlbeteiligung belief sich auf 74,1 %.
| Kandidat                | Partei   | Stimmen | in %   | Anmerkungen                       |
| ----------------------- | -------- | ------- | ------ | --------------------------------- |
| Ludwig Werner           | DR       | 3986    | 34,3 % | 0                                 |
| Julius Martin           | HRP      | 98      | 0,9 %  | Rechtsanwalt                      |
| Werner von Schleinitz   | Kons     | 4387    | 45,9 % | 0                                 |
| Friedrich Otto          | NLP      | 1255    | 10,8 % | Domänenpächter, Oberamtmann, MdKL |
| Georg Marcus            | SPD      | 422     | 3,6 %  | Schuhmacher                       |
| Georg Friedrich Dasbach | Zentrum  | 2302    | 19,8   | Priester, Zeitungsverleger, MdL   |
| 0                       | Sonstige | 14      | 0,1    | 0                                 |

In der Stichwahl unterstützte das Zentrum den Antisemiten Werner. Grund war sein Versprechen, die Rückberufung der Jesuiten zu unterstützen.
Die Zahl der abgegebenen Stimmen betrug in der Stichwahl 11.672, 28 Stimmen waren ungültig. Die Wahlbeteiligung belief sich auf 74,3 %.
| Kandidat              | Partei | Stimmen | in %   | Anmerkungen |
| --------------------- | ------ | ------- | ------ | ----------- |
| Ludwig Werner         | DR     | 7259    | 62,3 % | 0           |
| Werner von Schleinitz | Kons   | 4385    | 37,7 % | 0           |

### 1898
Der Zwist zwischen den Konservativen im Kreis Hersfeld und im Kreis Rothenburg hatte ein Ende gefunden. Die Konservativen einigten sich mit NLP und der freisinnigen Volkspartei auf einen liberal-konservativen Kandidaten aus den Reihen der NLP. Der BdL sprach sich für Werner aus.
Es fand ein Wahlgang statt. Die Zahl der Wahlberechtigten betrug 15.894. Die Zahl der abgegebenen Stimmen betrug 8679, 46 Stimmen waren ungültig. Die Wahlbeteiligung belief sich auf 54,6 %.
| Kandidat           | Partei   | Stimmen | in %   | Anmerkungen           |
| ------------------ | -------- | ------- | ------ | --------------------- |
| Ludwig Werner      | DR       | 4366    | 50,6 % | 0                     |
| Konrad Schmeisser  | NLP      | 1237    | 14,3 % | Steuerinspektor       |
| Hermann Trilse     | SPD      | 809     | 9,4 %  | Gewerkschaftssekretär |
| Ernst Maria Lieber | Zentrum  | 2185    | 25,3 % | 0                     |
| 0                  | Sonstige | 36      | 0,4    | 0                     |

### 1903
Die Konservativen einigten sich mit NLP und der freisinnigen Volkspartei auf einen gemeinsamen Kandidaten aus den Reihen der Konservativen, den Kreisdeputierten von Stockhausen. Auch der BdL sprach sich für Stockhausen aus.
Es fanden zwei Wahlgänge statt. Die Zahl der Wahlberechtigten betrug 17.618. Die Zahl der abgegebenen Stimmen betrug im ersten Wahlgang 13.152, 33 Stimmen waren ungültig. Die Wahlbeteiligung belief sich auf 74,7 %.
| Kandidat                        | Partei   | Stimmen | in %   | Anmerkungen |
| ------------------------------- | -------- | ------- | ------ | ----------- |
| Ludwig Werner                   | DR       | 5577    | 42,5 % | 0           |
| Hans Eckebrecht von Stockhausen | Kons     | 2938    | 22,4 % | 0           |
| Wilhelm Bock                    | SPD      | 1300    | 9,9 %  | Schuhmacher |
| Richard Müller                  | Zentrum  | 3299    | 25,2 % | 0           |
| 0                               | Sonstige | 14      | 0,1    | 0           |

In der Stichwahl unterstützte die SPD Richard Müller.
Die Zahl der abgegebenen Stimmen betrug in der Stichwahl 13.193, 30 Stimmen waren ungültig. Die Wahlbeteiligung belief sich auf 74,9 %.
| Kandidat       | Partei  | Stimmen | in %   | Anmerkungen |
| -------------- | ------- | ------- | ------ | ----------- |
| Ludwig Werner  | DR      | 8829    | 67,1 % | 0           |
| Richard Müller | Zentrum | 4334    | 32,9 % | 0           |

### 1907
Der BdL sprach sich den konservativen Bodelschwingh aus.
Es fanden zwei Wahlgänge statt. Die Zahl der Wahlberechtigten betrug 19.242. Die Zahl der abgegebenen Stimmen betrug im ersten Wahlgang 16.303, 30 Stimmen waren ungültig. Die Wahlbeteiligung belief sich auf 84,7 %.
| Kandidat                | Partei       | Stimmen | in %   | Anmerkungen |
| ----------------------- | ------------ | ------- | ------ | ----------- |
| Ludwig Werner           | DR           | 7537    | 46,3 % | 0           |
| Franz von Bodelschwingh | Kons         | 3342    | 20,5 % | 0           |
| Heinrich Huhn           | SPD          | 1797    | 11,0 % | 0           |
| Richard Müller          | Zentrum      | 3402    | 20,9 % | 0           |
| Louis Wolff             | Unabhängiger | 155     | 1,0 %  | 0           |
| 0                       | Sonstige     | 40      | 0,3    | 0           |

In der Stichwahl unterstützten Konservative und NLP Werner. Die SPD bot Müller die Unterstützung an. Nachdem Müller dies abgelehnt hatte, rief die SPD zur Enthaltung auf. Ein Kuriosum war die Haltung beider Kandidaten zum BdL: Beide gaben öffentlich an, auf eine Unterstützung des BdL zu verzichten.
Die Zahl der abgegebenen Stimmen betrug in der Stichwahl 14.964, 91 Stimmen waren ungültig. Die Wahlbeteiligung belief sich auf 77,8 %.
| Kandidat       | Partei  | Stimmen | in %   | Anmerkungen |
| -------------- | ------- | ------- | ------ | ----------- |
| Ludwig Werner  | DR      | 11.084  | 74,5 % | 0           |
| Richard Müller | Zentrum | 3789    | 25,5 % | 0           |

### 1912
Die Konservativen riefen zur Wahl von Werner auf. Die Liberalen Parteien einigten sich erst nach internen Querelen auf einen gemeinsamen Kandidaten, den freisinnigen Bahnhofsvorsteher Fiedler. Der Hessische Bauernbund war 1910 in Hersfeld gegründet worden und trat wahlkreisweit mit eigenem Kandidaten auf.
Es fanden zwei Wahlgänge statt. Die Zahl der Wahlberechtigten betrug 20.463. Die Zahl der abgegebenen Stimmen betrug im ersten Wahlgang 17.232, 47 Stimmen waren ungültig. Die Wahlbeteiligung belief sich auf 84,2 %.
| Kandidat                  | Partei   | Stimmen | in %   | Anmerkungen       |
| ------------------------- | -------- | ------- | ------ | ----------------- |
| Ludwig Werner             | DR       | 4841    | 28,2 % | 0                 |
| Christian Fiedler         | FoVP     | 3032    | 17,6 % | Bahnhofsvorsteher |
| Ludwig Rudloff            | HBB      | 2514    | 14,6 % | Redakteur         |
| Michael Schnabrich        | SPD      | 3503    | 20,4 % | 0                 |
| Konrad August Drinnenberg | Zentrum  | 3292    | 20,4 % | 0                 |
| 0                         | Sonstige | 3       | 0,0    | 0                 |

In der Stichwahl unterstützten Konservative und NLP Werner. Der Bezirksverband der FoVP rief zur Wahl des SPD-Kandidaten auf. Dies wurde jedoch vom Wahlkreisverein der FoVP nicht unterstützt.
Die Zahl der abgegebenen Stimmen betrug in der Stichwahl 16.341, 318 Stimmen waren ungültig. Die Wahlbeteiligung belief sich auf 79,9 %.
| Kandidat           | Partei | Stimmen | in %   | Anmerkungen |
| ------------------ | ------ | ------- | ------ | ----------- |
| Ludwig Werner      | DR     | 11.738  | 73,3 % | 0           |
| Michael Schnabrich | SPD    | 4285    | 26,7 % | 0           |